# Energía eólica en Wisconsin

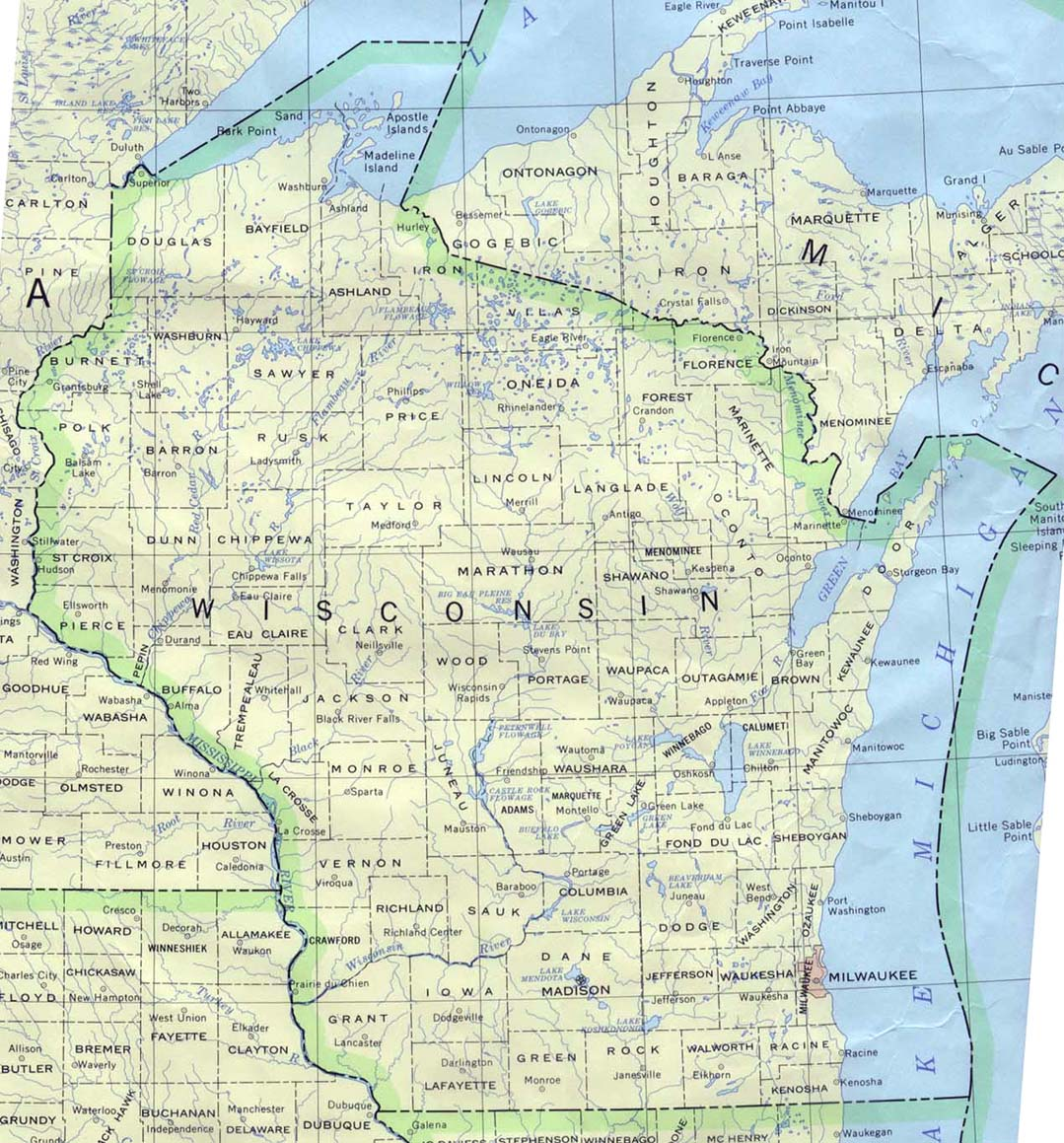

La energía eólica en Wisconsin contribuye al estándar de cartera renovable del estado establecido en 1998. Existen varias instalaciones de aerogeneradores y parques eólicos en el estado, que a partir de 2016 tenían una capacidad de generación de 648 megavatios (MW). En 2016, la energía eólica fue responsable del 2.4% de la electricidad producida en el estado.
Las regulaciones sobre la ubicación de los aerogeneradores obstaculizan sustancialmente el desarrollo de parques eólicos en el estado.
Un parque eólico de 98 MW, el parque eólico Quilt Block, estaba en construcción en el suroeste de Wisconsin a partir de febrero de 2017.

## Instalaciones
| Sitio                           | Condado                 | Coordenadas                                   | Operado   | Medida (MW) | Turbinas: número, tipo y modelo      | Notas                                             |
| Glenmore                        | Brown                   | 44°21′25″N 87°56′51″O / 44.356944, -87.9475   | 1998-2012 | 1.2         | 1 Tacke 600e                         | Proyecto de prueba                                |
| Lincoln Turbinas                | Kewaunee                |                                               | 1990      | 9.2         | 14 Vestas V47 600 kW                 | [ 10 ]                                            |
| Rosiere Granja de viento        | Kewaunee                |                                               | 1999      | 11.2        | Vestas V47 600 kW                    | Madison Gas y Eléctrico                           |
| Byron                           | Cariñoso du Lac         |                                               | 1999      | 1.3         | Vestas V47, 600 kW                   |                                                   |
| Montfort Granja de viento       | Iowa                    |                                               | 2001      | 30.0        | Enron (GE) 1.5                       | Nosotros Energías                                 |
| Cedro Ridge Granja de Viento    | Cariñoso du Lac         |                                               | 2008      | 68.0        | Vestas V82, 1.65                     | [ 13 ]                                            |
| Cielo azul Campo Verde          | Cariñoso du Lac         | 43°54′44″N 88°16′25″O / 43.912222, -88.273611 | 2008      | 145.2       | Vestas V82, 1.65                     | Nosotros Energías                                 |
| Butler Ridge                    | Dodge                   |                                               | 2009      | 54.0        | 36 GE Energía de Viento (GE) 1.5 XLE | NextEra Recursos de energía                       |
| Viento de delantero             | Dodge & Cariñoso du Lac | 43°37′01″N 88°29′28″O / 43.616944, -88.491111 | 2008      | 129.0       | GE sle 1.5                           | Invenergy                                         |
| Shirley Viento                  | Brown                   | 44°21′25″N 87°56′51″O / 44.356944, -87.9475   | 2011      | 20.0        | 8 Nordex 2.5                         | Energía de duque declaró una salud hazard en 2014 |
| Viento de Cerros del glaciar    | Columbia                |                                               | 2011      | 162.0       | 90 Vestas V90, 1.8                   | Nosotros Energías                                 |
| Cashton Viento de verdes        | Monroe                  |                                               | 2012      | 5.0         | 2                                    | Cashton Comunidad                                 |
| El viento Galáctico de la épica | Dane                    |                                               | 2012      | 9.9         | Vestas V82 1.65                      |                                                   |
| Viento de Bloque del edredón    | Lafayette               | Darlington                                    | 2017      | 98          | Vestas 2.0                           | Dairyland Power Cooperativa                       |